# Robert Weber (Marineoffizier)
Robert Weber (* 17. Januar 1905 in Schwanheim; † 12. November 1944 vor Tromsö) war ein deutscher Seeoffizier, zuletzt Kapitän zur See und Kommandant des Schlachtschiffs Tirpitz im Zweiten Weltkrieg.

## Leben

### Familie und Ausbildung
Robert Weber war das zweite Kind des evangelischen Pfarrers Paul Weber und seiner Frau Anna, geborene Cuntz.
Nach erfolgreich abgelegtem Abitur bewarb sich Weber Ende März 1924 in der Reichsmarine als Seeoffiziersanwärter. Aufgewachsen in der Nähe eines großen Flusses entwickelte sich schon als Kind seine Liebe zum Wasser und zur Schifffahrt.
Nach bestandener Aufnahmeprüfung an der Marineschule wurde Weber im Anschluss nach Wilhelmshaven zur Küstenwehrabteilung II kommandiert. Dort wurde er an Feldgeschützen und im Straßenkampf mit Handgranaten ausgebildet.
Am 28. September des gleichen Jahres kam er zur ersten praktischen Bordausbildung auf das alte Linienschiff Braunschweig. Nach einem halben Jahr wurde die Ausbildung auf dem Segelschulschiff Niobe fortgeführt. Dabei wurde der erste ausländische Hafen, das schwedische Kalmar angelaufen. Doch schon am 12. Juli 1925 wurde Weber mit den meisten anderen Zöglingen auf den Kleinen Kreuzer Berlin versetzt.
Am 9. September lief der Kreuzer zu einer mehrmonatigen Auslandsreise Richtung Südamerika aus. Als erstes deutsches Kriegsschiff fuhr Berlin durch den Panama-Kanal. Die Offiziersanwärter erlebten die Äquatortaufe an der Westküste Amerikas.
Auf der Fahrt nach Süden wurden die Wirkungsstätten des deutschen Ostasiengeschwaders unter Vizeadmiral v. Spee aus dem Ersten Weltkrieg aufgesucht. In der Nähe der Falklandinseln, dem Untergangsort des Geschwaders, wurde ein Kranz mit dem Eisernen Kreuz der See übergeben.
Die Rückreise ging über Buenos Aires, Montevideo, Rio de Janeiro bis nach Vigo in Spanien, wo die schriftliche Fähnrichsprüfung abgelegt wurde. Kiel wurde am 22. März 1926 erreicht. Wenige Tage später fand an der Marineschule Mürwik nahe Flensburg die mündliche Fähnrichsprüfung statt. Weber bestand und wurde am
1. April befördert.
Es folgte ein Jahr Ausbildung an der Marineschule Mürwik.
Ab dem 24. März 1927 kam er auf diverse Waffenschulen, danach zum Infanterielehrgang nach Stralsund und zum Abschluss auf einen Sonderkursus
– als Zivilist – nach Kiel/Holtenau, um Einblick in die Verhältnisse der Seefliegerei zu bekommen.
Anfang Januar 1928 wurde er auf das alte Linienschiff Elsass versetzt, am 1. Mai zum Oberfähnrich befördert und am 1. Oktober 1928 zum Leutnant zur See ernannt.

### Militärische Karriere
Während seiner Zeit auf der Elsass besuchte Weber im Juli 1928 die norwegischen Städte Ulvik und Bergen. Im darauffolgenden strengen Winter versah das Schiff Eisbrecherdienste in der mittleren Ostsee und befreite Dutzende vom Eis eingeschlossene Handelsschiffe.
Im Rahmen der Flotte unternahm das Linienschiff im April 1929 eine Übungsreise in spanische Gewässer und in den Atlantik.
Weber verließ das Schiff am 26. September 1929 um für zwei Jahre Kompanieoffizier in der I. Marineartillerieabteilung zu werden. In diese Zeit fiel seine Beförderung zum Oberleutnant zur See (1. Juli 1930) Danach war er für zwei Jahre Wachoffizier auf dem Torpedoboot T 158 in der 2. Torpedobootshalbflottille.
Vom 30. September 1933 bis zum 30. September 1935 unterrichtete Weber als Lehrer an der Schiffsartillerie-Schule in Kiel-Wik. Ab diesem Zeitpunkt schlug er die Laufbahn als Artillerist ein.
Folgerichtig war sein nächstes Bordkommando der Kreuzer Königsberg, Flaggschiff des Befehlshabers der Aufklärungsstreitkräfte (B.d.A.). Im Februar 1936 wechselte das Schiff zur Artillerieinspektion und wurde dort bei der Schiffsartillerie-Schule als Schulkreuzer eingesetzt. Kapitänleutnant (seit 1. Mai 1935) Weber war an Bord des Kreuzers Wach- und Artillerieoffizier.
Im Sommer 1936 besuchte die Königsberg Helsingfors und nahm im Juni vorübergehend an den Übungen des B.d.A. Verbandes teil.
Der Ausbruch des Spanischen Bürgerkrieges zwang die Kriegsmarine auch ihre Schulkreuzer dort einzusetzen. Der Kreuzer verließ Kiel am 25. November und stattete u. a. den spanischen Städten El Ferrol, Cadiz, Tanger und Melilla einen Besuch ab. Am 15. Januar 1937 kehrte das Schiff nach Kiel zurück und tat erneut Dienst bei der Schiffsartillerie-Schule. Im Sommer 1937 fand eine Übungsreise in norwegische Gewässer statt. Zum Herbststellenwechsel verließ Weber den Kreuzer um bis kurz nach Kriegsausbruch als Lehrer an der Schiffsartillerie-Schule in Kiel tätig zu sein. Vom 6. September 1939 bis zum 16. Dezember 1939 stand er zur Verfügung der Inspektion der Marineartillerie.
Danach übernahm Korvettenkapitän (seit 1. August 1939) Weber den Posten des I. Artillerieoffiziers an Bord des erst vor kurzem umbenannten Kreuzers Lützow.

### Im Zweiten Weltkrieg
Korvettenkapitän Weber hatte seine erste kriegerische Bewährungsprobe im Rahmen des Unternehmens „Weserübung“. Der Schwere Kreuzer Lützow wurde der Kriegsschiffgruppe 5, die die Besetzung der norwegischen Hauptstadt Oslo zum Ziel hatte, zugeteilt. Lützow erhielt drei Artillerietreffer, die die Gefechtsbereitschaft des Schiffes vorübergehend einschränkten. An Bord gab es sechs Tote und 25 Verwundete.
Der I. Artillerieoffizier, Korvettenkapitän Weber, ließ insgesamt zehn Salven mit 27 Granaten des Kalibers 28 cm auf die Festung Oscarsborg und die Batterien in Dröbak feuern.
Auf dem Rückmarsch nach Deutschland erhielt der Kreuzer einen Torpedotreffer durch ein britisches U-Boot. Das Schiff wurde schwer beschädigt und zur Reparatur nach Kiel in die Werft geschleppt.
Nach Webers Abkommandierung diente er vom 27. Mai 1940 bis zum 20. Juni des gleichen Jahres im Stab des Marineartillerieregiment 24. Danach war er bis zum
3. Dezember 1940 1. Admiralstabsoffizier beim Marinebefehlshaber Nordfrankreich.

### I. Artillerieoffizier und I. Offizier des Schlachtschiffes Tirpitz
Einen Tag später wurde er nach Wilhelmshaven zur Baubelehrung auf das neue Schlachtschiff Tirpitz beordert, um später den Posten des I. Artillerieoffiziers zu bekleiden.
Am 25. Februar 1941 wurde das neueste und größte deutsche Schlachtschiff bei starkem Schneetreiben durch den Kommandanten, Kapitän zur See Topp, in Wilhelmshaven feierlich in Dient gestellt.
Robert Weber blieb bis zum 14. November 1943 als I. Artillerieoffizier an Bord. Er nahm bis dahin an allen Operationen des Schiffes teil.: Der Verlegung der Tirpitz nach Trondheim in Norwegen im Januar 1942, dem Angriff des Schiffes Anfang März auf einen alliierten Geleitzug, bei dem es von mehreren britischen Trägertorpedoflugzeugen angegriffen wurde, und dem Einsatz gegen den Geleitzug PQ 17 Anfang Juli des gleichen Jahres.
Weiterhin im September des nächsten Jahres beim Angriff auf Spitzbergen, bei dem das Schlachtschiff das erste und letzte Mal seine schwere Artillerie vom Kaliber 38 cm gegen Landziele einsetzte. Gegen Seeziele kamen die Geschütze nie zum Tragen.
Zwei Wochen später wurde Tirpitz im Altafjord/Nordnorwegen durch vier Grundminen, gelegt von britischen Kleinst-Ubooten, schwer beschädigt und war für mehrere Monate nicht voll einsatzbereit.
Wahrscheinlich aus diesem Grund wurde Fregattenkapitän (seit dem 1. Juni 1943) Weber am 15. November 1943 als Referent für die Schiffsartillerie zur Inspektion der Marineartillerie abkommandiert. Ab Januar 1944 war er Admiralstabsoffizier beim Admiral Nordmeer.
Am 5. Mai 1944 kehrte er auf das Schlachtschiff Tirpitz zurück. Er übernahm den Posten des I. Offiziers. In dieser Funktion war er für die Disziplin an Bord verantwortlich und gleichzeitig Stellvertreter des Kommandanten.
Das Schiff wurde seit April fortlaufend von Trägerflugzeugen der Royal Navy angegriffen und immer wieder von Bomben getroffen. Die Reparaturen waren im Juni abgeschlossen, doch es folgten den ganzen Sommer über weitere Luftangriffe.
Danach griff nur noch die RAF mit Bombern vom Typ Avro Lancaster und 5,4 Tonnen schweren Spezialbomben, sog. „Tallboys“ das Schiff an. Dabei wurde Tirpitz am 15. September 1944 so schwer beschädigt, dass sie danach nicht mehr seefähig war.
Tirpitz verholte nach Tromsö, um dort, als eine stationäre „Schwimmende Batterie“, eine Reparatur der erlittenen Schäden kam nicht mehr in Betracht, eingesetzt zu werden.
Aus diesem Grund wurde nicht mehr benötigtes Material von Bord gegeben. Von der Besatzung stieg vorwiegend schiffstechnisches Personal aus.
Ab dem 2. November fing man an, den Untergrund mit Schutt aufzufüllen, um ein Kentern des Schiffes zu verhindern. Die Idee war, dass Tirpitz bei Treffern einfach tiefer in den Grund des Fjords einsank.

### Kommandant des Schlachtschiffes Tirpitz und Tod
Am 4. November 1944 verließ Kapitän zur See Wolf Junge die Tirpitz und übergab das Kommando an seinen bisherigen I. Offizier, Kapitän zur See (seit dem 1. Oktober 1944) Robert Weber.
Am 12. November 1944 kenterte das größte deutsche Schlachtschiff, unter hohen Personalverlusten, im Rahmen der Operation „Catechism“, nach Treffern durch 5,4 Tonnen schwere Tallboy-Bomben, geworfen von Avro Lancaster der No. 9 und No. 617 Squadron, unter Führung von Wing Commander J.B.Tait.
Als Folge von mindestens zwei direkten Treffern begann Tirpitz nach Backbord zu kentern. Nachdem die Schlagseite 70 Grad überschritten hatte, gab Kapitän zur See Weber den Befehl „Alle Mann aus dem Schiff!“. Unmittelbar danach versuchte er selbst mit der Besatzung des vorderen Gefechtskommandostandes das Schlachtschiff zu verlassen. Doch die schweren Panzerschotts ließen sich nicht öffnen. Nur einem Offizier des Stabs gelang die Flucht. Die übrigen, unter ihnen der Kommandant, starben den Seemannstod.